# عرض الدب يوغي الجديد
عرض الدب يوغي الجديد (بالإنجليزية: The New Yogi Bear Show)‏ هو مسلسل رسوم متحركة أمريكي، والجزء السادس من سلسلة الدب يوغي، من إنتاج شركة هانا باربيرا للإنتاج، وعُرض على شاشات التلفزيون من 12 سبتمبر إلى 11 نوفمبر 1988. يُعد هذا المسلسل بمثابة الموسم الأخير وإعادة إحياء لمسلسل عام 1961، كما يُعد استمرارًا/تكملةً للنسخة السينمائية المقتبسة عام 1964، تم عرضه على قناة طيور الجنة الفضائية في 2008.

## وصلات خارجية
- عرض الدب يوغي الجديد على موقع IMDb (الإنجليزية)
- عرض الدب يوغي الجديد على موقع كينوبويسك (الروسية)
- عرض الدب يوغي الجديد على موقع قاعدة بيانات الفيلم (الإنجليزية)